# شاپی
شاپی (انگلیسی: Shopee) شرکت تجارت الکترونیک سنگاپوری است، که در سال ۲۰۱۵ تأسیس شد.